# بوبي نيلسون
بوبي نيلسون (بالإنجليزية: Bobbie Nelson)‏ هي عازفة بيانو أمريكية، ولدت في 1931 في أبوت في الولايات المتحدة.